# Рали Швеция
Рали „Швеция“ (сега – Uddeholm Swedish Rally) е автомобилно рали състезание провеждано във Вьормланд, Швеция в началото на февруари.

## История
За първи път се провежда през 1950 г., под името „Рали под Среднощното Слънце“, стартирайки на различни места в страната. Седемнайсет години по-късно, състезанието започва и завършва в град Карлстад. Сервизният парк е разположен в град Хагфорш
През 1973 година, ралито става част от Световният рали шампионат и става с международно участие, превръщайки се в единственото състезание в календара на ФИА - Световен рали шампионат което се провежда изцяло върху сняг.
Победители в състезанието винаги са ставали шведи и финланци с изключение на 2004 и 2005 година, когато победители стават френският пилот Себастиен Льоб и норвежецът Петер Солберг през 2005.

## Победители
| Година | Пилот            | Конструктор        | Навигатор         | Рали   | Статистика |
| ------ | ---------------- | ------------------ | ----------------- | ------ | ---------- |
| 2011   | Мико Хирвонен    | Форд Фиеста RS WRC | Ярмо Лехтинен     | Швеция | Статистика |
| 2010   | Мико Хирвонен    | Форд Фокус WRC     | Ярмо Лехтинен     | Швеция | Статистика |
| 2009   |                  |                    |                   |        |            |
| 2008   | Яри-Мати Латвала | Форд Фокус WRC     | Мика Антила       | Швеция | Статистика |
| 2007   | Маркус Грьонхолм | Форд Фокус WRC     | Тимо Раутиайнен   | Швеция | Статистика |
| 2006   | Маркус Грьонхолм | Форд Фокус WRC     | Тимо Раутиайнен   | Швеция | Статистика |
| 2005   | Петер Солберг    | Субару Импреза WRC | Фил Милс          | Швеция | Статистика |
| 2004   | Себастиан Льоб   | Ситроен Ксара WRC  | Давид Елена       | Швеция | Статистика |
| 2003   | Маркус Грьонхолм | Пежо 206 WRC       | Тимо Раутиайнен   | Швеция | Статистика |
| 2002   | Маркус Грьонхолм | Пежо 206 WRC       | Тимо Раутиайнен   | Швеция | Статистика |
| 2001   | Хари Рованпера   | Пежо 206 WRC       | Ристо Пиетилайнен | Швеция | Статистика |
| 2000   | Маркус Грьонхолм | Пежо 206 WRC       | Тимо Раутиайнен   | Швеция | Статистика |
| 1999   | Томи Макинен     | Мицубиши-Лансер    | Ристо Манисенмаки | Швеция | Статистика |
| 1998   | Томи Макинен     | Мицубиши-Лансер    | Ристо Манисенмаки | Швеция | Статистика |
| 1997   | Кенет Ериксон    | Субару-Импреца-WRC | Стафан Пармандер  | Швеция | Статистика |
| 1996   | Томи Макинен     | Мицубиши-Лансер    | Сепо Харяне       | Швеция | Статистика |

- 1995 - Кенет Ериксон - Мицубиши
- 1994 - Томас Ратстрьом - Тойота
- 1993 - Матс Йонсон - Тойота
- 1992 - Матс Йонсон - Тойота
- 1991 - Кенет Ериксон - Мицубиши
- 1990 – Отменено.
- 1989 - Ingvar Carlsson - Мазда
- 1988 - Марку Ален - Ланча
- 1987 - Тимо Салонен - Мазда
- 1986 - Юха Канкунен - Пежо
- 1985 - Ари Ватанен - Пежо
- 1984 - Стиг Бломквист - Ауди
- 1983 - Хану Микола - Ауди
- 1982 - Стиг Бломквист - Ауди
- 1981 - Хану Микола - Ауди
- 1980 - Адрерс Куланг - Опел
- 1979 - Стиг Бломквист - СААБ
- 1978 - Бьорн Валдегорд - Форд
- 1977 - Стиг Бломквист - СААБ
- 1976 - Пер Еклунд - СААБ
- 1975 - Бьорн Валдегорд - Ланча
- 1974 – Отменено.
- 1973 - Стиг Бломквист - СААБ
- 1972 - Стиг Бломквист - СААБ
- 1971 - Стиг Бломквист - СААБ
- 1970 - Бьорн Валдегорд - Порше
- 1969 - Бьорн Валдегорд - Порше
- 1968 - Бьорн Валдегорд - Порше
- 1967 - Бенкт Сьоденсторм, Форд
- 1966 - Аке Андершон, СААБ
- 1965 - Том Трана, Волво
- 1964 - Том Трана, Волво
- 1963 - Бернт Янсон, Порше
- 1962 - Бенкт Сьоденсторм, БМК
- 1961 - Карл-Магнус Скогх, Saab
- 1960 - Карл-Магнус Скогх, Saab
- 1959 - Ерик Карлсон, СААБ 93
- 1958 - Гунар Андершон, Волво
- 1957 - Туре Янсон, Волво
- 1956 - Хари Бенгсон, Фолксваген
- 1955 - Алан Боргефорш, Порше
- 1954 - Карл-Гюнар Хамерлунд, Порше
- 1953 - Стуре Ноторп, Порше
- 1952 - Грюс-Оле Першон, Порше
- 1951 - Гунар Бенгтсон, ЛАГО
- 1950 - Пер-Фредрик Кодербраум, БМВ